# Athinaïkós (football)
Maillots
Le Podosfairiki Anonymi Etaireia Athinaïkós Athlitikós Sýllogos (en grec moderne : Ποδοσφαιρική Ανώνυμος Εταιρεία Αθηναϊκός Αθλητικός Σύλλογος), plus couramment abrégé en Athinaïkós et également connu sous le nom de Athinaïkos Výronas (en grec moderne : Αθηναϊκός Βύρωνας), est un club grec de football fondé en 1917, et basé à Výronas, dans la banlieue sud-est d'Athènes, la capitale du pays.
Le club, qui est la section football du club omnisports du même nom (l'Athinaïkós), évolue dans le championnat régional d'Athènes.

## Histoire du club

### Historique
- 1917 : fondation à Athènes du club, membre fondateur de la Fédération de Grèce de football
- 1990 : première saison du club en Alpha Ethniki, la première division grecque, avec en fin de saison une 6e place et une finale perdue de Coupe de Grèce. La Coupe est remportée par le Panathinaikos, qui réalise le doublé Coupe-championnat et permet à Athinaikos de se qualifier pour la Coupe des Coupes 1991-1992.
- 1991 : premier match de Coupe d'Europe, en C2, face à Manchester United, avec une élimination dès le premier tour (0-0, 0-2 a.p.)
- 1998 : relégation en Beta Ethniki après une 18e et dernière place en championnat.

## Palmarès
| \| - Coupe de Grèce : - Finaliste : 1990-91. - Championnat de Grèce D2 (2) : - Champion : 1989-90 et 1999-00. \| \| - Championnat de Grèce D4 : - Vice-champion : 1981-82 (Gr. 2) et 1983-84 (Gr. 1). \| |  |                                                                                   |
| - Coupe de Grèce : - Finaliste : 1990-91. - Championnat de Grèce D2 (2) : - Champion : 1989-90 et 1999-00.                                                                                               |  | - Championnat de Grèce D4 : - Vice-champion : 1981-82 (Gr. 2) et 1983-84 (Gr. 1). |

## Personnalités du club

### Présidents du club
- Georgios Flambouris

### Entraîneurs du club
| - Gerhard Prokop (1990 - 1992) - Miltos Papapostolou (1992) - Stathis Stathopoulos (1992 - 1994) - Jacek Gmoch (1994) - Babis Tennes (1994 - 1996) - Giannis Pathiakakis (1996 - 1997) - Vassilis Tzalakostas (1997) - Chrístos Archontídis (1997) - Gerhard Prokop (1997) | - Stathis Stathopoulos (1997 - 1998) - Nikos Pantelis (1998) - Petros Michos (1998) - Tasos Chatziangelis (1998) - Nikos Karoulias (1998 - 1999) - Tasos Chatziangelis (1999 - 2000) - Nikos Kovis (2000) - Tasos Chatziangelis (2000 - 2001) - Nikos Pantelis (2001 - 2002) | - Vassilis Tzalakostas (2002) - Fotis Thanellas (2002) - Vangelis Mallios (2002 - 2003) - Nikos Pantelis (2003) - Kostas Tsanas (2005 - 2006) - Michalis Grigoriou (2006) - Georgios Paraskevaidis (2019 - ?) - Konstantinos Tsavalas |

### Anciens joueurs du club
- Angelos Charisteas